# ABU TV Song Festival 2014
Het ABU TV Song Festival 2014 was de derde editie van het ABU TV Song Festival. Het festival werd net zoals in de voorgaande jaren georganiseerd in oktober. Het festival werd gehouden in het casino Sands Macao in Macau.

## Deelnemende landen
| Land       | Taal                | Artiest              | Lied                    |
| ---------- | ------------------- | -------------------- | ----------------------- |
| Australië  | Engels              | Dami Im              | Living dangerously      |
| Brunei     | Maleis              | Md. Hawzan Bin Hj    | Awg Madial              |
| China      | Engels              | Bibi Zhou            | I Miss U Missing Me     |
| Hongkong   | Kantonees           | Fredrick Cheng       | Xióngmao (Panda)        |
| Indonesië  | Indonesisch         | Tere Cia             | Dimana Hatimu           |
| Japan      | Japans en Engels    | Sekai no Owari       | Dragon night            |
| Macau      | Kantonees en Engels | Blademark            | Heartcore               |
| Malediven  | Divehi              | Mariyam Unoosha      | Rannamaari              |
| Thailand   | Engels              | Mr Jetrin Wattanasin | 7th heaven              |
| Turkije    | Turks               | MaNga                | Fazla Aşkı Olan Var Mı? |
| Vietnam    | Vietnamees          | Nguyen Thi Ngoc Anh  | Xuân vẫn sang diệu kì   |
| Zuid-Korea | Koreaans en Engels  | Girl's Day           | Seomssing (Something)   |

## Wijzigingen

Deelnemende landen
Landen die in het verleden deelgenomen hebben, en dit jaar afwezig zijn.

Het gastland was ook meteen een nieuw land op het festival. Ook de Malediven en Turkije deden voor het eerst mee. Iran en Kirgizië haakten al na een deelname af, terwijl ook Afghanistan, Maleisië, Singapore en Sri Lanka niet meer deelnamen.
2012 · 2013 · 2014 · 2015 · 2016 · 2017 · 2018 · 2019 · 2020 · 2021 · 2022 · 2023 · 2024 · 2025

Zie ook: ABU Radio Song Festival